# Kattenburgergracht
De Kattenburgergracht is een straat in het centrum van Amsterdam die loopt van het Kattenburgerplein tot de Wittenburgergracht.
Met de Wittenburger- en de Oostenburgergracht, die in elkaars verlengde liggen, vormt de Kattenburgergracht de zogenoemde Eilandenboulevard, een doorgaande route voor het Amsterdamse stadsverkeer.
Over de Eilandenboulevard rijdt de bus van GVB-buslijn 22.Ten noorden van Kattenburgerplein en -gracht ligt het eiland Kattenburg, aan de zuidkant ervan bevindt zich de Nieuwevaart.